# Тухолка, Лев Фёдорович
Лев Фёдорович Тухолка (7.12.1841—18.02.1899) — одесский градоначальник, директор Департамента таможенных сборов, сенатор.

## Биография
Родился 7 декабря 1841 года в дворянской семье. Сын генерал-майора Фёдора Львовича Тухолки. Мать Пульхерия Тимофеевна принадлежала к дворянскому роду Маевских. Закончил юридический факультет в Варшавском университете.

## Служба
В службу вступил в 1859 году. В 1860 году произведен в офицерский чин. Окончил Нижегородский кадетский корпус. Действительный статский советник (1877), тайный советник (1886).
С 1871 года состоял в Департаменте таможенных сборов, в 1872—1876 годах служил на различных таможнях, в том числе был управляющим Сосновицкой и Радзивилловской таможнями. В 1878 году был назначен начальником Центрального таможенного управления в Болгарии.
В 1880 году был директором канцелярии князя А. М. Дондукова-Корсакова, который в то время был в Харькове временным генерал-губернатором.
С 20 января по 12 февраля 1882 занимал место Одесского градоначальника.
В 1882 году назначен на должность директора Департамента таможенных сборов. В 1890 году состоял членом комиссии no пересмотру таможенного тарифа. После увольнения в 1894 году пошел на повышение, стал сенатором.

## Служба в Департаменте таможенных сборов
Директором Департамента Л. Ф. Тухолка был до 1894 года. Увольнением послужила конфликтная ситуация с министром финансов С. Ю. Витте.